# Vápníkový kanál

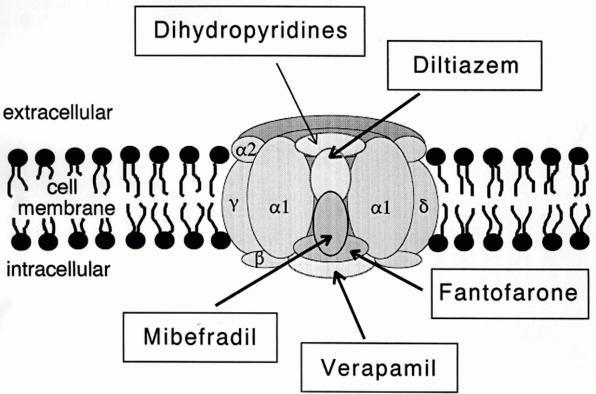
Vápníkový kanál typu L je složen z mnoha podjednotek, na mnohé z nich je přitom možné zacílit různé blokátory s léčebnými účinky

Vápníkový kanál je iontový kanál, který umožňuje řízený průchod iontů vápníku přes membránu. Jsou především řízené napětím na membráně (tzv. voltage-gated), ale existuje i množství ligandem řízených vápníkových kanálů, které se aktivují při navázání určité molekuly na kanálové bílkoviny. Vápníkové ionty, které po otevření buněčných kanálů začnou téci z cytosolu do buňky, nebo např. ven z mitochondrie (po koncentračním spádu), mohou mít v buňce důležitou signální funkci (a často pracují jako tzv. druzí poslové).

## Klasifikace
Existuje několik typů vápníkových kanálů, každý plní zvláštní funkci v těle. Tradiční dělení, které však nenachází přílišnou podporu v molekulárních studiích, rozlišuje vápníkové kanály typů L, N, P/Q a T. Tzv. L-typ vápníkových kanálů se vyskytuje v srdeční a kosterní svalovině a umožňuje svalový stah. N-typ se vyskytuje v srdci, na sympatických neuronech a na synaptických knoflících CNS: podílí se na vylučování neurotransmiterů. Podobnou funkci plní i vápníkové kanály typu P/Q na synapsích. T-typ kanálů se podílí na excitaci neuronů.
| Typ                                                       | Napětí                         | α1 podjednotka (rodový název)                                                           | Associové podjednotky     | Nachází se v |
| L-typ vápnikový kanál ("Long-Lasting" AKA "DHP Receptor") | HVA (high voltage activated)   | Cav1.1 (Šablona:Gene) Cav1.2 (Šablona:Gene) Cav1.3 (Šablona:Gene) Cav1.4 (Šablona:Gene) | α2δ, β, γ                 | hladké svalstvo , kosti (osteoblast), myocyty** (odpovídá za prodloužený akčního potenciálu v srdečních buňkách; také nazývané DHP receptory), dendrity and dendritické trny v kortikálních neuronech |
| P-typ vápnikový kanáll ("Purkyně") /Q-typ vápnikový kanál | HVA (high voltage activated)   | Cav2.1 (Šablona:Gene)                                                                   | α2δ, β, possibly γ        | Purkyňovy buňky v mozečku/ Cerebellar granule cells |
| N-typ vápnikový kanál ("Neural"/"Non-L")                  | HVA (high-voltage-activated)   | Cav2.2 (Šablona:Gene)                                                                   | α2δ/β1, β3, β4, možné i γ | mozek a PNS. |
| R-typ vápnikový kanál ("Residual")                        | intermediate-voltage-activated | Cav2.3 (Šablona:Gene)                                                                   | α2δ, β, possibly γ        | Cerebellum granule cells, other neurons |
| T-typ vápnikový kanál ("Transient")                       | low-voltage-activated          | Cav3.1 (Šablona:Gene) Cav3.2 (Šablona:Gene) Cav3.3 (Šablona:Gene)                       |                           | neurony,buňky s pacemaker aktivitou, kost (osteocyt), (thalamus) |

### Ligandy řízené
- the receptor-operated calcium channels (in vasoconstriction)
  - P2X receptorys[3]

| Typ                        | Řízen | Gen                 | Lokalizace                         | Funkce                                                                              |
| IP3 receptor               | IP3 | ITPR1, ITPR2, ITPR3 | ER/SR                              | Uvolňuje vápník z ER/SR v reakci na IP3 např. GPCRs                                 |
| Ryanodin receptor          | dihydropyridine receptors in T tubulách a zvýšené intracelulární vápníku (Calcium Induced Calcium Release - CICR) | RYR1, RYR2, RYR3    | ER/SR                              | Calcium-induced calcium release in myocytes                                         |
| Two-pore kanál             | Nicotinic Acid Adenine Dinucleotide Phosphate (NAADP)                                                             | TPCN1, TPCN2        | endozomální a lyzozomální membráně | NAADP-aktivovaný vápníkový transport skrze endo/lysozomální membránu                |
| Kationtové kanály spermatu | Calcium (CICR) | PKD2 family         | sperma (flagella)                  | neselektivní vápníkem aktivovaný kanál směřující sperma k žemským pohlavním orgánům |
| zásobní kanály             | nepřímo z ER/SR při vyčerpání vápníku                                                                             | ORAI1, ORAI2, ORAI3 | plazmatická membrána               | poskytuje vápníkovou singlizaci cytoplasmě                                          |

## Blokátory
Blokátory vápníkových kanálů se používají jako účinné složky léčiv na snížení krevního tlaku. Inhibují průnik vápníku do kardiomyocytů srdeční stěny, čímž rozšiřují cévy a snižují tedy tlak. Účinkují v typickém případě na L-typ kanálů a patří k nim zejména různé dihydropyridiny.